# Kim Myung-jun
Kim Myung-jun (coreano: 김명준, Corea del Sur, 21 de marzo de 2006) es un futbolista surcoreano que juega como delantero en el F. C. Pohang Steelers de la K League 1.

## Trayectoria
El 11 de octubre de 2023 fue nombrado por el periódico inglés The Guardian como uno de los mejores jugadores del mundo nacidos en 2006.

## Estadísticas

### Clubes
Actualizado al último partido disputado el 14 de noviembre de 2023.
| Club                                | Div.          | Temporada     | Liga  | Liga  | Copas nacionales | Copas nacionales | Copas internacionales | Copas internacionales | Total | Total |
| Club                                | Div.          | Temporada     | Part. | Goles | Part.            | Goles            | Part.                 | Goles                 | Part. | Goles |
| ----------------------------------- | ------------- | ------------- | ----- | ----- | ---------------- | ---------------- | --------------------- | --------------------- | ----- | ----- |
| F. C. Pohang Steelers Corea del Sur | 1.ª           | 2024          | 2     | 0     | 0                | 0                | 2                     | 0                     | 4     | 0     |
| F. C. Pohang Steelers Corea del Sur | Total club    | Total club    | 2     | 0     | 0                | 0                | 2                     | 0                     | 4     | 0     |
| Total carrera                       | Total carrera | Total carrera | 2     | 0     | 0                | 0                | 2                     | 0                     | 4     | 0     |

## Palmarés

### Títulos nacionales
| Título        | Club                  | País          | Año  |
| ------------- | --------------------- | ------------- | ---- |
| Korean FA Cup | F. C. Pohang Steelers | Corea del Sur | 2024 |